# Weston, Nebraska
Weston är en ort (village) i Saunders County i Nebraska. Vid 2010 års folkräkning hade Weston 324 invånare.